# Иглика (хижа)
Вижте пояснителната страница за други значения на Иглика.
Хижа Иглика е туристическа хижа в планината Осогово, на 11 km от гр.Кюстендил по асфалтово шосе. Разположена е на 1345 m. н.в., в местността „Широките поляни“. От нея се открива широка панорама към част от Кюстендилската котловина, към Рила и Пирин и към югоизточния и югозападния дял на Осоговската планина.

## История
Строежът на хижата е започнат от Кюстендилската популярна банка през 1943 г. като почивна база „Банков дом". През 1965 г. след надстрояване, пристрояване и обзавеждане е обявена за туристическа хижа под името „Иглика".

## Инфраструктура
„Хижа Иглика” представлява масивна триетажна сграда със собствено локално отопление, ресторант с открита тераса, дневен и нощен бар, външен отопляем басейн и паркинг. Разполага общо с 13 броя (двойни, тройни и четворни) семейни стаи - тип студио с общ капацитет 43 легла. Всяка стая разполага с телевизор, интернет и самостоятелен санитарен възел с баня. Обектът работи целогодишно.

## Съседни обекти
- местността „Студен кладенец“ – 1 km
- хижа Осогово – 6 km
- хижа Трите буки – 9 km
- село Богослов – 6 km